# Noah Meeusen
Noah Meeusen (1 november 2005) is een Belgisch basketballer.

## Carrière
Meeusen speelde in de jeugd van Basket Stabroek, Soba Antwerpen, BBC Phantoms RTR Rumst, Phantoms Basket Boom en Antwerp Giants. In 2020 komt hij bij de Giants en speelde bij de tweede ploeg. In het seizoen 2022/23 speelde hij een aantal wedstrijden met de eerste ploeg. Voor het seizoen 2023/24 maakte hij de overstap naar de Leuven Bears en tekende er zijn eerste profcontract. Hij maakte na een seizoen de overstap naar Belgisch landskampioen BC Oostende waarmee hij de beker won en verkozen werd tot BNXT League Rising Star of the Year.
Voor het seizoen 2025/26 ging hij collegebasketbal spelen voor de Arizona State Sun Devils.

## Erelijst
- Belgisch landskampioen: 2025
- Belgisch bekerwinnaar: 2025
- BNXT League Rising Star of the Year: 2025